# FC Lahti
FC Lahti är en fotbollsklubb från Lahtis stad i Finland. Klubben bildades 1996 och har sedan 1999 ett representationslag i Finlands högsta fotbollsserie för herrar, Tipsligan. Lagets bästa merit i Tipsligan är den bronsplacering de uppnådde år 2008 och 2014, men redan 2003 slutade de på femte plats.

## Historia
Fotbollsklubben grundades år 1996 genom en sammanslagning av klubbarna Lahden Reipas och Kuusysi, båda från Lahtis. Första säsongen spelade representationslaget i division 1 (Ettan) som är den näst högsta fotbollsserien för herrar i Finland.

## Placering tidigare säsonger
| Säsong | Nivå | Liga          | Placering | Referens | Notering |
| ------ | ---- | ------------- | --------- | -------- | -------- |
| 2010   | 1    | Veikkausliiga | 14        | [ 2 ]    |          |
| 2011   | 2    | Ykkonen       | 1         | [ 3 ]    |          |
| 2012   | 1    | Veikkausliiga | 5         | [ 4 ]    |          |
| 2013   | 1    | Veikkausliiga | 5         | [ 5 ]    |          |
| 2014   | 1    | Veikkausliiga | 3         | [ 6 ]    |          |
| 2015   | 1    | Veikkausliiga | 5         | [ 7 ]    |          |
| 2016   | 1    | Veikkausliiga | 8         | [ 8 ]    |          |
| 2017   | 1    | Veikkausliiga | 4         | [ 9 ]    |          |
| 2018   | 1    | Veikkausliiga | 8         | [ 10 ]   |          |
| 2019   | 1    | Veikkausliiga | 8         | [ 11 ]   |          |
| 2020   | 1    | Veikkausliiga | 6         | [ 12 ]   |          |
| 2021   | 1    | Veikkausliiga | 7         | [ 13 ]   |          |
| 2022   | 1    | Veikkausliiga | 11        | [ 14 ]   |          |
| 2023   | 1    | Veikkausliiga | 10        | [ 15 ]   |          |

## Kända spelare som spelat i FC Lahti
- Petri Pasanen
- Pekka Lagerblom
- Njazi Kuqi
- Jari Litmanen